# Dancing with the Stars (Verenigde Staten)

Logo van 2007 tot 2018.

Dancing with the Stars is een Amerikaans televisieprogramma, rond ballroomdansen, dat op 1 juni 2005 in première ging op ABC. Het programma is gebaseerd op het Britse format Strictly Come Dancing. De eerste 30 seizoenen werden uitgezonden op ABC. Vanaf seizoen 31 verhuisde het programma naar Disney+. Sinds het 32e seizoen is het programma simultaan te bekijken op ABC en Disney+.

## Format
Het programma koppelt beroemdheden aan professionele dansers. Elk paar strijdt tegen de anderen om jurypunten en stemmen van het publiek. Het paar dat het laagste gecombineerde aantal jurypunten en stemmen van het publiek krijgt, valt meestal elke week af totdat alleen het winnend danspaar overblijft.
Het programma wordt gepresenteerd door Alfonso Ribeiro en Julianne Hough. De jury bestaat uit Carrie Ann Inaba, Derek Hough en Bruno Tonioli.

## Presentatie
De eerste 28 seizoenen werden gepresenteerd door Tom Bergeron, die op ABC destijds ook America's Funniest Home Videos presenteerde. In het eerste seizoen werd hij bijgestaan door Lisa Canning. In seizoenen 2 tot en met 9 was zijn co-presentatrice Samantha Harris, die vervolgens vervangen werd door Brooke Burke-Charvet voor de seizoenen 10 tot en met 17. Vanaf seizoen 18 nam Erin Andrews het over als co-presentatrice.
In seizoen 29 werden Tom Bergeron en Erin Andrews beiden vervangen door Tyra Banks, die ook als uitvoerend producent aan boord kwam. In seizoen 31 kwam Alfonso Ribeiro erbij als co-presentator. Na het vertrek van Tyra Banks werd Alfonso Ribeiro in seizoen 32 gepromoveerd tot presentator van het programma, met Julianne Hough aan zijn zijde als co-presentatrice.

## Juryleden
De vaste juryleden waren aanvankelijk Len Goodman, die als hoofdjurylid fungeerde, Carrie Ann Inaba en Bruno Tonioli. Goodman was afwezig gedurende een groot deel van seizoen 19, het hele seizoen 21, een groot deel van seizoen 23 en het hele seizoen 29. Julianne Hough, die een professionele danspartner was geweest voor de seizoenen 4 tot en met 8, werd toegevoegd als permanent jurylid voor de seizoenen 19 tot en met 21, nadat ze in de voorgaande twee seizoenen al gastjurylid was geweest. Ze was er niet bij in seizoen 22, maar ze keerde wel terug als permanent jurylid voor de seizoenen 23 en 24.  Juliannes broer, Derek Hough, verving Len Goodman in seizoen 29 omdat Goodman niet van Londen naar Los Angeles kon reizen vanwege de COVID-19-beperkingen. Goodman kondigde tijdens de halve finales van seizoen 31 zijn pensioen aan.
Na het overlijden van Goodman werd de Mirrorball Trophy, die aan het einde van elk seizoen aan het winnend danspaar uitgereikt wordt, vanaf seizoen 32 omgedoopt tot de Len Goodman Mirrorball Trophy.

## Dansers
Elk seizoen worden beroemdheden gekoppeld aan professionele danspartners die hen verschillende dansstijlen aanleren, hun choreografie ontwerpen en elke week samen met hen optreden tijdens de danswedstrijd.
Huidige en voormalige professionals
- Ashly DelGrosso
- Charlotte Jørgensen
- Alec Mazo
- Jonathan Roberts
- Edyta Śliwińska
- Louis van Amstel
- Cheryl Burke
- Maksim Chmerkovskiy
- Tony Dovolani
- Andrea Hale
- Nick Kosovich
- Anna Trebunskaya
- Jessie DeSoto
- Elena Grinenko
- Kym Johnson
- Karina Smirnoff
- Brian Fortuna
- Julianne Hough
- Mark Ballas
- Derek Hough
- Fabian Sanchez
- Corky Ballas
- Inna Brayer
- Lacey Schwimmer
- Dmitry Chaplin
- Chelsie Hightower
- Anna Demidova
- Damian Whitewood
- Valentin Chmerkovskiy
- Tristan MacManus
- Peta Murgatroyd
- Lindsay Arnold
- Sharna Burgess
- Gleb Savchenko
- Sasha Farber
- Emma Slater
- Tyne Stecklein
- Henry Byalikov
- Witney Carson
- Artem Chigvintsev
- Allison Holker
- Keo Motsepe
- Jenna Johnson
- Alan Bersten
- Brandon Armstrong
- Pasha Pashkov
- Daniella Karagach
- Britt Stewart
- Koko Iwasaki
- Rylee Arnold
- Ezra Sosa

Dansgroep
In seizoen 12 werd de dansgroep geïntroduceerd, die bestond uit professionele dansers die optraden in de show maar niet waren gekoppeld aan beroemde partners. De eerste dansgroep in seizoen 12 bestond uit Oksana Dmytrenko, Tristan MacManus, Peta Murgatroyd, Kiki Nyemchek, Nicole Volynets en Ted Volynets.
Nadat ze er in seizoen 32 niet bij waren, werd de groep teruggebracht voor seizoen 33. Marcquet Hill, Roman Nevinchanyi, Kailyn Rogers en Stephani Sosa sloten zich voor het eerst aan bij de show. Sosa is de zus van professioneel danser Ezra Sosa.
Andere voormalige leden van de dansgroep zijn Brandon Armstrong, Lindsay Arnold, Alan Bersten, Sharna Burgess, Henry Byalikov, Witney Carson, Brittany Cherry, Daria Chesnokova, Artem Chigvintsev, Sasha Farber, Shannon Holtzapffel, Dennis Jauch, Jenna Johnson, Kiril Kulish, Tristan MacManus, Keo Motsepe, Sonny Fredie-Pedersen, Gleb Savchenko, Emma Slater, Julz Tocker, Artur Adamski, Hayley Erbert, Britt Stewart, Morgan Larson, Vladislav Kvartin, D'Angelo Castro, Kateryna Klishyna, Ezra Sosa en Alexis Warr.

## Seizoensoverzicht
| Seizoen | Aantal  | Aantal | Uitzending                    | Finalisten                                | Finalisten                            | Finalisten                             |
| Seizoen | Koppels | Afl.   | Uitzending                    | Winnaar                                   | Tweede                                | Derde                                  |
| ------- | ------- | ------ | ----------------------------- | ----------------------------------------- | ------------------------------------- | -------------------------------------- |
| 1       | 6       | 6      | 1 juni-6 juli 2005            | Kelly Monaco en Alec Mazo                 | John O'Hurley en Charlotte Jørgensen  | Joey McIntyre en Ashly DelGrosso       |
| 2       | 10      | 15     | 5 januari-24 februari 2006    | Drew Lachey en Cheryl Burke               | Jerry Rice en Anna Trebunskaya        | Stacy Keibler en Tony Dovolani         |
| 3       | 11      | 20     | 12 september-15 november 2006 | Emmitt Smith en Cheryl Burke              | Mario Lopez en Karina Smirnoff        | Joey Lawrence en Edyta Śliwińska       |
| 4       | 11      | 20     | 19 maart-22 mei 2007          | Apolo Anton Ohno en Julianne Hough        | Joey Fatone en Kym Johnson            | Laila Ali en Maksim Chmerkovskiy       |
| 5       | 12      | 21     | 24 september-27 november 2007 | Hélio Castroneves en Julianne Hough       | Mel B en Maksim Chmerkovskiy          | Marie Osmond en Jonathan Roberts       |
| 6       | 12      | 21     | 17 maart-20 mei 2008          | Kristi Yamaguchi en Mark Ballas           | Jason Taylor en Edyta Śliwińska       | Cristián de la Fuente en Chery Burke   |
| 7       | 13      | 21     | 22 september-25 november 2008 | Brooke Burke en Derek Hough               | Warren Sapp en Kym Johnson            | Lance Bass en Lacey Schwimmer          |
| 8       | 13      | 21     | 9 maart-19 mei 2009           | Shawn Johnson en Mark Ballas              | Gilles Marini en Cheryl Burke         | Melissa Rycroft en Tony Dovolani       |
| 9       | 16      | 21     | 21 september-24 november 2009 | Donny Osmond en Kym Johnson               | Mýa en Dmitry Chaplin                 | Kelly Osbourne en Louis Van Amstel     |
| 10      | 11      | 19     | 22 maart-25 mei 2010          | Nicole Scherzinger en Derek Hough         | Evan Lysacek en Anna Trebunskaya      | Erin Andrews en Maksim Chmerkovskiy    |
| 11      | 12      | 20     | 20 september-23 november 2010 | Jennifer Grey en Derek Hough              | Kyle Massey en Lacey Schwimmer        | Bristol Palin en Mark Ballas           |
| 12      | 11      | 19     | 21 maart-24 mei 2011          | Hines Ward en Kym Johnson                 | Kirstie Alley en Maksim Chmerkovskiy  | Chelsea Kane en Mark Ballas            |
| 13      | 12      | 20     | 19 september-22 november 2011 | J. R. Martinez en Karina Smirnoff         | Rob Kardashian en Cheryl Burke        | Ricki Lake en Derek Hough              |
| 14      | 12      | 19     | 19 maart-22 mei 2012          | Donald Driver en Peta Murgatroyd          | Katherine Jenkins en Mark Ballas      | William Levy en Cheryl Burke           |
| 15      | 13      | 19     | 24 september-27 november 2012 | Melissa Rycroft en Tony Dovolani          | Shawn Johnson en Derek Hough          | Kelly Monaco en Valentin Chmerkovskiy  |
| 16      | 12      | 20     | 18 maart-21 mei 2013          | Kellie Pickler en Derek Hough             | Zendaya en Valentin Chmerkovskiy      | Jacoby Jones en Karina Smirnoff        |
| 17      | 12      | 12     | 16 september-26 november 2013 | Amber Riley en Derek Hough                | Corbin Bleu en Karina Smirnoff        | Jack Osbourne en Cheryl Burke          |
| 18      | 12      | 12     | 17 maart-20 mei 2014          | Meryl Davis en Maksim Chmerkovskiy        | Amy Purdy en Derek Hough              | Candace Cameron Bure en Mark Ballas    |
| 19      | 13      | 15     | 15 september-25 november 2014 | Alfonso Ribeiro en Witney Carson          | Sadie Robertson en Mark Ballas        | Janel Parrish en Valentin Chmerkovskiy |
| 20      | 12      | 14     | 16 maart-19 mei 2015          | Rumer Willis en Valentin Chmerkovskiy     | Riker Lynch en Allison Holker         | Noah Galloway en Sharna Burgess        |
| 21      | 13      | 14     | 14 september-24 november 2015 | Bindi Irwin en Derek Hough                | Nick Carter en Sharna Burgess         | Alek Skarlatos en Lindsay Arnold       |
| 22      | 12      | 11     | 21 maart-24 mei 2016          | Nyle DiMarco en Peta Murgatroyd           | Paige VanZant en Mark Ballas          | Ginger Zee en Valentin Chmerkovskiy    |
| 23      | 13      | 15     | 12 september-22 november 2016 | Laurie Hernandez en Valentin Chmerkovskiy | James Hinchcliffe en Sharna Burgess   | Calvin Johnson Jr. en Lindsay Arnold   |
| 24      | 12      | 11     | 20 maart-23 mei 2017          | Rashad Jennings en Emma Slater            | David Ross en Lindsay Arnold          | Normani en Valentin Chmerkovskiy       |
| 25      | 13      | 12     | 18 september-21 november 2017 | Jordan Fisher en Lindsay Arnold           | Lindsey Stirling en Mark Ballas       | Frankie Muniz en Witney Carson         |
| 26      | 10      | 4      | 30 april-21 mei 2018          | Adam Rippon en Jenna Johnson              | Josh Norman en Sharna Burgess         | Tonya Harding en Sasha Farber          |
| 27      | 13      | 11     | 24 september-19 november 2018 | Bobby Bones en Sharna Burgess             | Milo Manheim en Witney Carson         | Evanna Lynch en Keo Motsepe            |
| 28      | 12      | 11     | 16 september-25 november 2019 | Hannah Brown en Alan Bersten              | Kel Mitchell en Witney Carson         | Ally Brooke en Sasha Farber            |
| 29      | 15      | 11     | 14 september-23 november 2020 | Kaitlyn Bristowe en Artem Chigvintsev     | Nev Schulman en Jenna Johnson         | Nelly en Daniella Karagach             |
| 30      | 15      | 11     | 20 september-22 november 2021 | Iman Shumpert en Daniella Karagach        | JoJo Siwa en Jenna Johnson            | Cody Rigsby en Cheryl Burke            |
| 31      | 16      | 11     | 19 september-21 november 2022 | Charli D'Amelio en Mark Ballas            | Gabby Windey en Valentin Chmerkovskiy | Wayne Brady en Witney Carson           |
| 32      | 14      | 11     | 26 september-5 december 2023  | Xochitl Gomez en Valentin Chmerkovskiy    | Jason Mraz en Daniella Karagach       | Ariana Madix en Pasha Pashkov          |
| 33      | 13      | 10     | 17 september-26 november 2024 | Joey Graziadei en Jenna Johnson           | Ilona Maher en Alan Bersten           | Chandler Kinney en Brandon Armstrong   |